# Lista de representantes da Argentina ao Oscar de melhor filme internacional
A Argentina tem enviado filmes ao Oscar de melhor filme internacional desde 1961. A premiação é entregue anualmente pela Academia de Artes e Ciências Cinematográficas dos Estados Unidos a um longa-metragem produzido fora dos Estados Unidos que contenha diálogo majoritariamente em qualquer idioma, menos em inglês. Para o Oscar de 1956, uma categoria competitiva, conhecida como Oscar de Melhor Filme Estrangeiro, foi criada para filmes não falantes de inglês e passou a ser entregue anualmente desde então.
Anteriormente, em 1948, a Argentina participou com Dios se lo pague de Luis César Amadori de um Oscar Honorário para o melhor filme de língua estrangeira lançado nos Estados Unidos, fazendo-o o primeiro filme argentino a ser apresentado à Academia. Ele perdeu para Monsieur Vincent. Estes prêmios não eram competitivos, já que não havia indicados, mas simplesmente um vencedor a cada ano que foi votado pelo Conselho de Governadores da Academia.
Até 2023, oito filmes argentinos foram indicados pela Academia para o Oscar de Melhor Filme Internacional. Dois deles, La historia oficial de Luis Puenzo e El secreto de sus ojos de Juan José Campanella, venceram o prêmio. Nove diretores argentinos tiveram múltiplos filmes enviados para a Academia para análise. Destes, Marcelo Piñeyro e Pablo Trapero foram selecionados pelo recorde de três vezes, e apenas Juan José Campanella conseguiu várias indicações ao Oscar. Desde que La Historia Oficial levou o prêmio de 1986, a Argentina nunca mais falhou em enviar um filme para a premiação. Dentre todos os países que receberam o Oscar de Melhor Filme Internacional, a Argentina é um dois quatro países de língua espanhola a fazê-lo; os outros são Chile, México e Espanha.
O indicado da Argentina é selecionado anualmente pela Academia de Artes e Ciências Cinematográficas da Argentina. O comitê de seleção dá votos separados para decidir qual filme vai para o Oscar e qual filme vai para os Prêmios Goya.

## Filmes
A Academia de Artes e Ciências Cinematográficas convida as indústrias cinematográficas de vários países a enviar seus melhores filmes para o Oscar de Melhor Filme Internacional desde 1956. O Comitê de Filmes Internacionais dirige o processo e revê todos os filmes enviados. Depois disso, eles votam via voto secreto para determinar os cinco indicados para o prêmio. Antes da premiação ser criada, o Conselho de Governadores da Academia votava em um filme todo ano que era considerado o melhor filme de língua estrangeira lançado nos Estados Unidos e não havia enviados. Todos os filmes da lista foram rodados em espanhol.
| Ano (Ceremônia) | Título original                           | Título em português               | Diretor(a)                   | Resultado    |
| --------------- | ----------------------------------------- | --------------------------------- | ---------------------------- | ------------ |
| 1961 (33ª)      | Piel de verano                            | Pele de Verão                     | Leopoldo Torre Nilsson       | Não indicado |
| 1962 (35ª)      | Los jóvenes viejos                        |                                   | Rodolfo Kuhn                 | Não indicado |
| 1965 (38ª)      | Pajarito Gómez                            | Pajarito Gómez - Uma Vida Feliz   | Rodolfo Kuhn                 | Não indicado |
| 1974 (47ª)      | La tregua                                 | A Trégua                          | Sergio Renán                 | Indicado     |
| 1975 (48ª)      | Nazareno Cruz y el lobo                   | Nazareno Cruz e o Lobo            | Leonardo Favio               | Não indicado |
| 1976 (49ª)      | Los muchachos de antes no usaban arsénico |                                   | José A. Martínez Suárez      | Não indicado |
| 1977 (50ª)      | ¿Qué es el otoño?                         |                                   | David José Kohon             | Não indicado |
| 1979 (52ª)      | La isla                                   | A Ilha                            | Alejandro Doria              | Não indicado |
| 1981 (54ª)      | El hombre del subsuelo                    | O Homem do Subsolo                | Nicolás Sarquís              | Não indicado |
| 1982 (55ª)      | Últimos días de la víctima                |                                   | Adolfo Aristarain            | Não indicado |
| 1984 (57ª)      | Camila                                    | Camila                            | María Luisa Bemberg          | Indicado     |
| 1985 (58ª)      | La historia oficial                       | A História Oficial                | Luis Puenzo                  | Oscar        |
| 1986 (59ª)      | Tangos, el exilio de Gardel               | Tangos, o Exílio de Gardel        | Fernando Solanas             | Não indicado |
| 1987 (60ª)      | Hombre mirando al sudeste                 | Homem Olhando o Sudeste           | Eliseo Subiela               | Não indicado |
| 1988 (61ª)      | La deuda interna                          | A Dívida Interna                  | Miguel Pereira               | Não indicado |
| 1989 (62ª)      | La amiga                                  |                                   | Jeanine Meerapfel            | Não indicado |
| 1990 (63ª)      | Yo, la peor de todas                      | Eu, a Pior de Todas               | María Luisa Bemberg          | Não indicado |
| 1991 (64ª)      | Las tumbas                                |                                   | Javier Torre                 | Não indicado |
| 1992 (65ª)      | El lado oscuro del corazón                | O Lado Escuro do Coração          | Eliseo Subiela               | Não indicado |
| 1993 (66ª)      | Gatica, el Mono                           |                                   | Leonardo Favio               | Não indicado |
| 1994 (67ª)      | Una sombra ya pronto serás                |                                   | Héctor Olivera               | Não indicado |
| 1995 (68ª)      | Caballos salvajes                         | Cavalos Selvagens                 | Marcelo Piñeyro              | Não indicado |
| 1996 (69ª)      | Eva Perón                                 | Eva Perón - A Verdadeira História | Juan Carlos Desanzo          | Não indicado |
| 1997 (70ª)      | Cenizas del paraíso                       | Cinzas do Paraíso                 | Marcelo Piñeyro              | Não indicado |
| 1998 (71ª)      | Tango, no me dejes nunca                  | Tango                             | Carlos Saura                 | Indicado     |
| 1999 (72ª)      | Manuelita                                 | A Tartaruga Manuelita             | Manuel García Ferré          | Não indicado |
| 2000 (73ª)      | Felicidades                               | Felicidades                       | Lucho Bender                 | Não indicado |
| 2001 (74ª)      | El hijo de la novia                       | O Filho da Noiva                  | Juan José Campanella         | Indicado     |
| 2002 (75ª)      | Kamchatka                                 | Kamchatka                         | Marcelo Piñeyro              | Não indicado |
| 2003 (76ª)      | Valentín                                  | Valentín                          | Alejandro Agresti            | Não indicado |
| 2004 (77ª)      | El abrazo partido                         | O Abraço Partido                  | Daniel Burman                | Não indicado |
| 2005 (78ª)      | El aura                                   | Aura                              | Fabián Bielinsky             | Não indicado |
| 2006 (79ª)      | Derecho de familia                        | As Leis de Família                | Daniel Burman                | Não indicado |
| 2007 (80ª)      | XXY                                       | XXY                               | Lucía Puenzo                 | Não indicado |
| 2008 (81ª)      | Leonera                                   | Leonera                           | Pablo Trapero                | Não indicado |
| 2009 (82ª)      | El secreto de sus ojos                    | O Segredo dos Seus Olhos          | Juan José Campanella         | Oscar        |
| 2010 (83ª)      | Carancho                                  | Abutres                           | Pablo Trapero                | Pré-lista    |
| 2011 (84ª)      | Aballay, el hombre sin miedo              | Aballay, O Homem Sem Medo         | Fernando Spiner              | Não indicado |
| 2012 (85ª)      | Infância Clandestina                      | Infância Clandestina              | Benjamín Ávila               | Não indicado |
| 2013 (86ª)      | Wakolda                                   | O Médico Alemão                   | Lucía Puenzo                 | Não indicado |
| 2014 (87ª)      | Relatos salvajes                          | Relatos Selvagens                 | Damián Szifrón               | Indicado     |
| 2015 (88ª)      | El Clan                                   | O Clã                             | Pablo Trapero                | Não indicado |
| 2016 (89ª)      | El ciudadano ilustre                      | O Cidadão Ilustre                 | Gastón Duprat e Mariano Cohn | Não indicado |
| 2017 (90ª)      | Zama                                      | Zama                              | Lucrecia Martel              | Não indicado |
| 2018 (91ª)      | El Ángel                                  | O Anjo                            | Luis Ortega                  | Não indicado |
| 2019 (92ª)      | La odisea de los giles                    | A Odisseia dos Tontos             | Sebastián Borensztein        | Não indicado |
| 2020 (93ª)      | Los sonámbulos                            |                                   | Paula Hernández              | Não indicado |
| 2021 (94ª)      | El Prófugo                                |                                   | Natalia Meta                 | Não indicado |
| 2022 (95ª)      | Argentina, 1985                           | Argentina, 1985                   | Santiago Mitre               | Indicado     |